# Aprostocetus froggatti
Aprostocetus froggatti är en stekelart som först beskrevs av William Harris Ashmead 1900.  Aprostocetus froggatti ingår i släktet Aprostocetus och familjen finglanssteklar. Inga underarter finns listade i Catalogue of Life.